# Ilja Mate
Ilja Fjodorovič Mate (ukr. Ілля Федорович Мате) (Starohnativka, Ukrajina, 6. listopada 1956.) je ukrajinski hrvač koji je nastupao za Sovjetski Savez. Na Olimpijadi u Moskvi 1980. je u kategoriji do 100 kg slobodnim stilom, osvojio zlatnu medalju.
Hrvač je trenirao u klubu Kolos iz Donjecka te je bio višegodišnji seniorski prvak Sovjetskog Saveza. Također, Ilja Mate je 1979. i 1981. bio svjetski prvak.
Danas ovaj bivši hrvač radi kao privatni poduzetnik u Donjecku.

## Vanjske poveznice
- Profil hrvača na web stranicama FILE